# Florence Arthaud

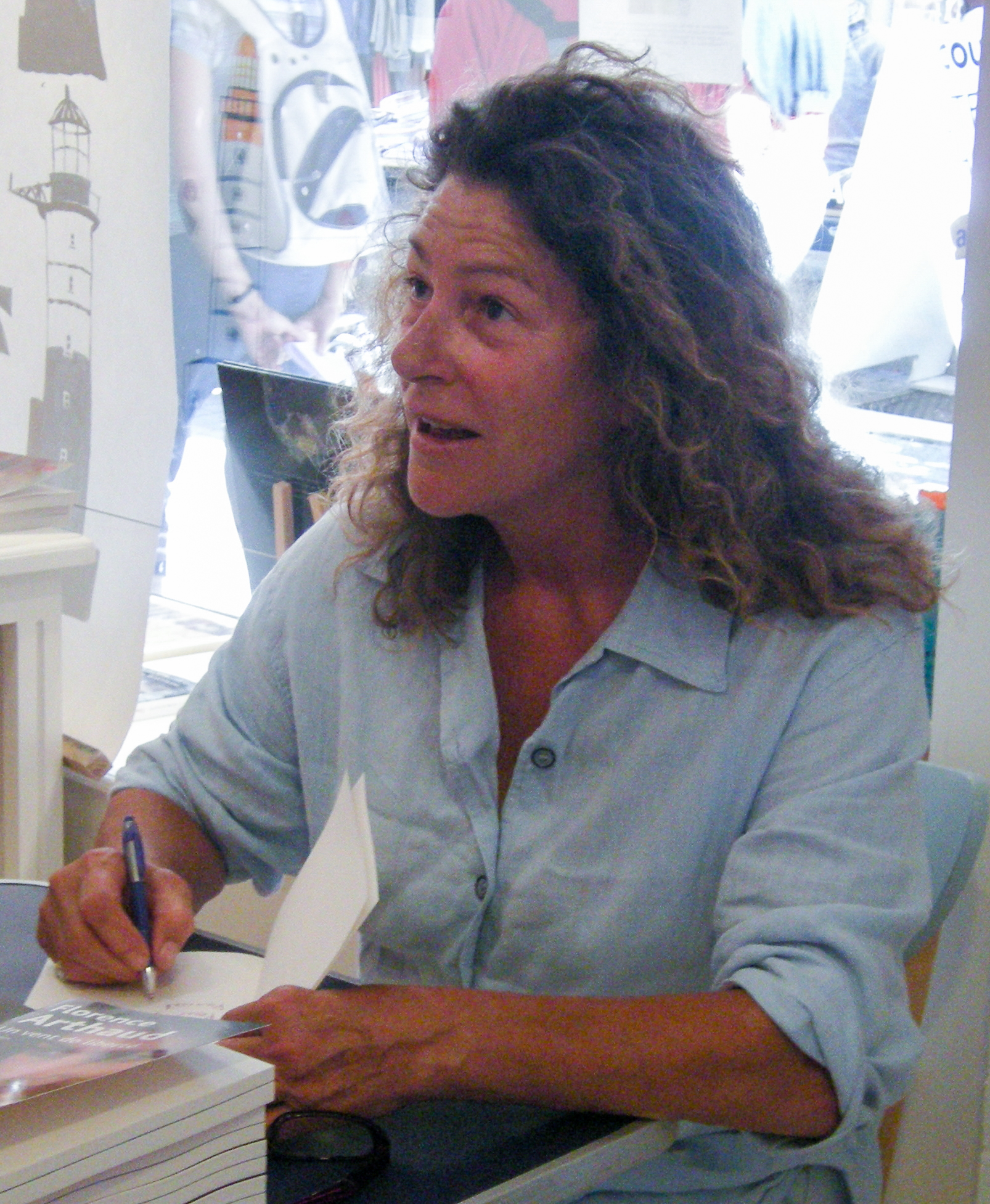
Florence Arthaud 2009 in Paimpol

Florence Arthaud (* 28. Oktober 1957 in Boulogne-Billancourt; † 9. März 2015 bei Villa Castelli, Provinz La Rioja, Argentinien) war eine französische Seglerin und Skipperin.

## Werdegang
Sie war die Tochter des Verlegers Jacques Arthaud, der einst den Arthaud-Verlag (Flammarion-Gruppe) geleitet hatte. In Frankreich trug sie seit den 1990er Jahren den Spitznamen „die kleine Verlobte des Atlantiks“ (frz. la petite fiancée de l’Atlantique).
Sie gewann bedeutende Segelregatten. Bereits 1981 wurde sie Zweite im TwoSTAR (Wertung der Einrumpfboote). 1990 gewann sie als erste Frau die Gesamtwertung der prestigeträchtigen Route du Rhum sowie den dritten Platz bei der TwoSTAR (Gesamtwertung). Im gleichen Jahr wurde sie von der Sportzeitung L’Équipe zu Frankreichs Sportler(in) des Jahres („Champion des champions“) gewählt; es war bisher (Stand 2014) das einzige Mal, dass dieser Titel an einen Segler ging. Außerdem nahm Arthaud 1990 im Duett mit dem Sänger Pierre Bachelet das auf den französischen Radiosendern erfolgreiche Lied Flo auf.
Arthaud starb am 9. März 2015 bei der Kollision zweier Hubschrauber in der Provinz La Rioja, Argentinien.